# Matheny (Virginia Occidental)
Matheny es un lugar designado por el censo ubicado en el condado de Wyoming en el estado estadounidense de Virginia Occidental. En el Censo de 2010 tenía una población de 531 habitantes y una densidad poblacional de 58,16 personas por km².

## Geografía
Matheny se encuentra ubicado en las coordenadas 37°39′49″N 81°35′55″O / 37.66361, -81.59861. Según la Oficina del Censo de los Estados Unidos, Matheny tiene una superficie total de 9.13 km², de la cual 9.07 km² corresponden a tierra firme y (0.68%) 0.06 km² es agua.

## Demografía
Según el censo de 2010, había 531 personas residiendo en Matheny. La densidad de población era de 58,16 hab./km². De los 531 habitantes, Matheny estaba compuesto por el 99.06% blancos, el 0.75% eran afroamericanos, el 0.19% eran amerindios, el 0% eran asiáticos, el 0% eran isleños del Pacífico, el 0% eran de otras razas y el 0% pertenecían a dos o más razas. Del total de la población el 0% eran hispanos o latinos de cualquier raza.